# Sasana
Sasana (pali sâsana): bokstavligen "budskap" syftar inom buddhismen till den buddhistiska läran.